# Euglossa
Genre
Euglossa est un genre d'insectes hyménoptères de la famille des Apidae (les abeilles). Comme tous leurs proches, ces espèces sont originaires des Néotropiques et présentent généralement des teintes bleu métallique, vertes, cuivrées ou dorées[réf. nécessaire].

## Systématique
Le genre Euglossa a été créé en 1802 par l'entomologiste français Pierre-André Latreille (1762-1833).

## Répartition
Ces espèces sont présentes du Mexique au Paraguay, dans le Nord de l'Argentine, dans l'Ouest du Brésil, à la Jamaïque et à Trinité-et-Tobago[réf. nécessaire]. L'espèce Euglossa dilemma a récemment été introduite en Floride aux États-Unis[réf. nécessaire].

## Liste d'espèces
Selon GBIF (10 décembre 2022) :
- Euglossa adiastola Hinojosa-Díaz, Nemésio & Engel, 2012
- Euglossa alleni Moure, 1968
- Euglossa allosticta Moure, 1969
- Euglossa amazonica Dressler, 1982
- Euglossa analis Westwood, 1840
- Euglossa annectans Dressler, 1982
- Euglossa anodorhynchi Nemésio, 2005
- Euglossa apiformis Schrottky, 1911
- Euglossa aratingae Nemésio, 2009
- Euglossa asarophora Moure & Sakagami, 1969
- Euglossa ashei Hinojosa-Díaz & Engel, 2014
- Euglossa atroveneta Dressler, 1978
- Euglossa augaspis Dressler, 1982
- Euglossa aurantia Hinojosa-Díaz & Engel, 2011
- Euglossa aureiventris Friese, 1899
- Euglossa auricollis Friese, 1923
- Euglossa auriventris Friese, 1925
- Euglossa azurea Ducke, 1902
- Euglossa bazinga Nemésio & Ferrari, 2012
- Euglossa bembei Nemésio, 2011
- Euglossa bidentata Dressler, 1982
- Euglossa bigibba Dressler, 1982
- Euglossa bursigera Moure, 1970
- Euglossa carinilabris Dressler, 1982
- Euglossa carolina Nemésio, 2009
- Euglossa celiae Hinojosa-Díaz & Engel, 2014
- Euglossa cetera Hinojosa-Díaz & Engel, 2014
- Euglossa chalybeata Friese, 1925
- Euglossa championi Cheesman, 1929
- Euglossa chlorina Dressler, 1982
- Euglossa clausi Nemésio & Engel, 2012
- Euglossa cognata Moure, 1970
- Euglossa cordata (Linnaeus, 1758)
- Euglossa cosmodora Hinojosa-Díaz & Engel, 2007
- Euglossa cotylisca Hinojosa-Díaz & Engel, 2007
- Euglossa crassipunctata Moure, 1968
- Euglossa crininota Dressler, 1978
- Euglossa cupella Hinojosa-Díaz & Engel, 2014
- Euglossa cyanaspis Moure, 1968
- Euglossa cyanea Friese, 1899
- Euglossa cyanochlora Moure, 1995
- Euglossa cyanura Cockerell, 1917
- Euglossa cybelia Moure, 1968
- Euglossa deceptrix Moure, 1968
- Euglossa decorata Smith, 1874
- Euglossa despecta Moure, 1968
- Euglossa dilemma Bembé & Eltz, 2011
- Euglossa dissimula Dressler, 1978
- Euglossa dodsoni Moure, 1965
- Euglossa dressleri Moure, 1968
- Euglossa embera Hinojosa-Díaz, Nemésio & Engel, 2012
- Euglossa erythrochlora Moure, 1968
- Euglossa fimbriata Moure, 1968
- Euglossa flammea Moure, 1969
- Euglossa fuscifrons Dressler, 1982
- Euglossa gibbosa Dressler, 1982
- Euglossa gorgonensis Cheesman, 1929
- Euglossa granti Cheesman, 1929
- Euglossa hansoni Moure, 1965
- Euglossa hemichlora Cockerell, 1917
- Euglossa heterosticta Moure, 1968
- Euglossa hyacinthina Dressler, 1982
- Euglossa ignita Smith, 1874
- Euglossa igniventris Friese, 1925
- Euglossa imperialis Cockerell, 1922
- Euglossa inflata Roubik, 2004
- Euglossa intersecta Latreille, 1817
- Euglossa iopoecila Dressler, 1982
- Euglossa ioprosopa Dressler, 1982
- Euglossa iopyrrha Dressler, 1982
- Euglossa jamaicensis Moure, 1968
- Euglossa juremae Moure, 1989
- Euglossa laevicincta Dressler, 1982
- Euglossa laurensi Bembé, 2008
- Euglossa lazulina Friese, 1923
- Euglossa leucotricha Rebêlo & Moure, 1995
- Euglossa liopoda Dressler, 1982
- Euglossa lugubris Roubik, 2004
- Euglossa macrorhyncha Dressler, 1982
- Euglossa maculilabris Moure, 1968
- Euglossa magnipes Dressler, 1982
- Euglossa mandibularis Friese, 1899
- Euglossa marianae Nemésio, 2011
- Euglossa melanotricha Moure, 1967
- Euglossa micans Dressler, 1978
- Euglossa milenae Bembé, 2007
- Euglossa mixta Friese, 1899
- Euglossa modestior Dressler, 1982
- Euglossa monnei Nemésio, 2012
- Euglossa moratoi Nemésio & Engel, 2012
- Euglossa moronei Engel, 1999
- Euglossa mourei Dressler, 1982
- Euglossa nanomelanotricha Nemésio, 2009
- Euglossa natesi Parra, Ospina-Torres & Ramírez, 2006
- Euglossa nigropilosa Moure, 1965
- Euglossa nigrosignata Moure, 1969
- Euglossa obrima Hinojosa-Díaz, Melo & Engel, 2011
- Euglossa obtusa Dressler, 1978
- Euglossa occidentalis Roubik, 2004
- Euglossa oleolucens Dressler, 1978
- Euglossa orellana Roubik, 2004
- Euglossa paisa Ramírez, 2005
- Euglossa parvula Dressler, 1982
- Euglossa pepei Nemésio & Engel, 2012
- Euglossa perfulgens Moure, 1967
- Euglossa perpulchra Moure & Schlindwein, 2002
- Euglossa perviridis Dressler, 1985
- Euglossa pictipennis Moure, 1943
- Euglossa piliventris Guérin-Méneville, 1844
- Euglossa platymera Dressler, 1982
- Euglossa pleosticta Dressler, 1982
- Euglossa polita Ducke, 1902
- Euglossa prasina Dressler, 1982
- Euglossa purpurea Friese, 1899
- Euglossa retroviridis Dressler, 1982
- Euglossa roderici Nemésio, 2009
- Euglossa roubiki Nemésio, 2009
- Euglossa rufipes Rasmussen & Skov, 2006
- Euglossa rugilabris Moure, 1967
- Euglossa samperi Ramírez, 2006
- Euglossa sapphirina Moure, 1968
- Euglossa securigera Dressler, 1982
- Euglossa singularis Friese, 1899
- Euglossa solangeae Nemésio, 2007
- Euglossa sovietica Nemésio, 2007
- Euglossa stellfeldi Moure, 1947
- Euglossa stilbonota Dressler, 1982
- Euglossa subandina Hinojosa-Díaz & Engel, 2014
- Euglossa tiputini Roubik, 2004
- Euglossa townsendi Cockerell, 1904
- Euglossa tridentata Moure, 1970
- Euglossa trinotata Dressler, 1982
- Euglossa truncata Rebêlo & Moure, 1995
- Euglossa turbinifex Dressler, 1978
- Euglossa variabilis Friese, 1899
- Euglossa villosa Moure, 1968
- Euglossa villosiventris Moure, 1968
- Euglossa viridifrons Dressler, 1982
- Euglossa viridis (Perty, 1833)
- Euglossa viridissima Friese, 1899
- Euglossa williamsi Hinojosa-Díaz & Engel, 2011